# انزو پولیتو
انزو پولیتو (انگلیسی: Enzo Polito؛ زادهٔ ۲۹ اکتبر ۱۹۲۶) شناگر، و بازیکن واترپلو اهل ایتالیا است.